# ITunes Festival: London 2011 (Adele)
iTunes Festival: London 2011, noto anche come Adele - iTunes Festival London 2011, è un EP live di Adele.

## Descrizione
L'EP è stato registrato a Londra il 7 luglio 2011, durante l'iTunes Festival, e pubblicato dalla XL il 13 luglio dello stesso anno, solamente per il mercato digitale.

## Tracce
1. One and Only (Live) – 5:43 (testo: Adele Adkins, Dan Wilson, Greg Wells)
2. Don't You Remember (Live) – 4:13 (testo: Adele Adkins, Dan Wilson)
3. Rumour Has It (Live) – 3:48 (testo: Adele Adkins, Ryan Tedder)
4. Take It All (Live) – 4:02 (testo: Adele Adkins, Eg White)
5. I Can't You Make Love Me (Live) – 3:34 (testo: Bonnie Raitt)
6. Rolling in the Deep (Live) – 5:21 (testo: Adele Adkins, Paul Epworth)

## Classifiche
| Classifica (2011) | Posizione massima |
| ----------------- | ----------------- |
| Irlanda           | 45                |
| Francia           | 112               |
| Regno Unito       | 74                |
| Stati Uniti       | 50                |